# 珂克僧額
珂克僧額（1820年—？），字小亭，号揮如，一号秋浦，山海关驻防镶蓝旗满洲武德佐领下附学生。道光庚子举人，咸丰癸丑进士。后任刑部主事。

## 家庭成员
- 曾祖那拉；
- 祖實保；
- 父珠尔嵩呵。[3]